# Brøndby Stadion
Brøndby Stadion är en fotbollsarena i Brøndby utanför Köpenhamn. Hemmaarena för Brøndby IF. Publikkapaciteten är cirka 28 000, varav 23 400 sittande. Planens storlek är 105 x 68 meter. Bland Brøndbyfansen kallas arenan för "Vilfort Park" som en gest till klubblegendaren Kim Vilfort, som spelade i föreningen under dess allra mest framgångsrika år på 1980- och 1990-talet.
Alldeles intill stadion ligger Idrættens hus.